# Galena (Alaska)
Galena és una població dels Estats Units a l'estat d'Alaska. Segons el cens del 2007 tenia 612 habitants.

## Demografia
Segons el cens del 2000, Galena tenia 675 habitants, 216 habitatges, i 149 famílies La densitat de població era de 14,6 habitants/km².
Dels 216 habitatges en un 49,1% hi vivien nens de menys de 18 anys, en un 50,5% hi vivien parelles casades, en un 12% dones solteres, i en un 31% no eren unitats familiars. En el 24,5% dels habitatges hi vivien persones soles el 3,7% de les quals corresponia a persones de 65 anys o més que vivien soles. El nombre mitjà de persones vivint en cada habitatge era de 2,83 i el nombre mitjà de persones que vivien en cada família era de 3,44.
Per edats la població es repartia de la següent manera: un 37,5% tenia menys de 18 anys, un 7,6% entre 18 i 24, un 29,9% entre 25 i 44, un 20,9% de 45 a 60 i un 4,1% 65 anys o més.
L'edat mitjana era de 28 anys. Per cada 100 dones hi havia 121,3 homes. Per cada 100 dones de 18 o més anys hi havia 123,3 homes.
La renda mitjana per habitatge era de 61.125 $ i la renda mitjana per família de 70.250 $. Els homes tenien una renda mitjana de 46.563 $ mentre que les dones 37.000 $. La renda per capita de la població era de 22.143 $. Aproximadament l'1,3% de les famílies i el 10,2% de la població estaven per davall del llindar de pobresa.

## Poblacions més properes
El següent diagrama mostra les poblacions més properes.